# Atletismo nos Jogos Pan-Americanos de 2007 - Lançamento de martelo feminino
O lançamento de martelo feminino foi um dos eventos do atletismo nos Jogos Pan-Americanos de 2007, no Rio de Janeiro. A prova foi disputada no Estádio Olímpico João Havelange no dia 23 de julho com 16 atletas de 12 países.

## Medalhistas
| Ouro   | CUB Yipsi Moreno      |
| Prata  | CUB Arasay Thondike   |
| Bronze | ARG Jennifer Dahlgren |

## Recordes
Recordes mundiais e pan-Americanos antes da disputa dos Jogos Pan-Americanos de 2007.
| Tipo                             | Atleta          | Distância | Local         | Data                |
| -------------------------------- | --------------- | --------- | ------------- | ------------------- |
|                                  | Tatyana Lysenko | 78,61 m   | Sochi         | 26 de maio de 2007  |
| Recorde dos Jogos Pan-Americanos | Yipsi Moreno    | 74,25 m   | Santo Domingo | 5 de agosto de 2003 |

## Resultados

### Final
A final do lançamento de martelo feminino foi disputada em 23 de julho as 15:25 (UTC-3).
| Pos.              | Atleta                    | País                  | 1     | 2     | 3     | 4     | 5     | 6     | Result. |
| ----------------- | ------------------------- | --------------------- | ----- | ----- | ----- | ----- | ----- | ----- | ------- |
| Medalha de ouro   | Yipsi Moreno              | CUB Cuba              | X     | 73.44 | 71.37 | X     | X     | 75.20 | 75.20 m |
| Medalha de prata  | Arasay Thondike           | CUB Cuba              | 66.07 | 67.88 | X     | X     | 67.89 | 68.70 | 68.70 m |
| Medalha de bronze | Jennifer Dahlgren         | ARG Argentina         | X     | 68.32 | X     | X     | X     | 68.37 | 68.37 m |
| 4                 | Kristal Yush              | USA Estados Unidos    | 65.90 | 62.48 | 65.43 | 65.80 | 66.47 | 66.03 | 66.47 m |
| 5                 | Brittany Riley            | USA Estados Unidos    | 60.78 | 62.64 | X     | 65.49 | X     | X     | 65.49 m |
| 6                 | Crystal Smith             | CAN Canadá            | 61.48 | 62.22 | 64.78 | 64.64 | X     | 61.29 | 64.78 m |
| 7                 | Sultana Frizell           | CAN Canadá            | 62.67 | 63.25 | 61.53 | X     | 62.59 | 62.38 | 63.25 m |
| 8                 | Eli Moreno Valencia       | COL Colômbia          | X     | 60.15 | 62.77 | 62.11 | X     | 58.91 | 62.77 m |
| 9                 | Candice Scott             | TRI Trinidad e Tobago | 58.25 | 62.21 | 61.64 |       |       |       | 62.21 m |
| 10                | Josiane Soares            | BRA Brasil            | 62.13 | 60.00 | 61.73 |       |       |       | 62.13 m |
| 11                | Amarilys Almestica Rivera | PUR Porto Rico        | 58.04 | 61.44 | 59.42 |       |       |       | 61.44 m |
| 12                | Katiúscia Jesus           | BRA Brasil            | 56.78 | 59.23 | 58.95 |       |       |       | 59.23 m |
| 13                | Odette Palma Lafourcade   | CHI Chile             | 55.63 | 53.84 | 53.69 |       |       |       | 55.63 m |
| 14                | Amyra Albury              | BAH Bahamas           | 55.33 | X     | 54.53 |       |       |       | 55.63 m |
| 15                | Nicky Grant               | JAM Jamaica           | 53.91 | X     | X     |       |       |       | 53.91 m |
| 16                | Stefania Zoryez           | URU Uruguai           | X     | X     | 51.08 |       |       |       | 51.08 m |